# Rellotge horitzontal

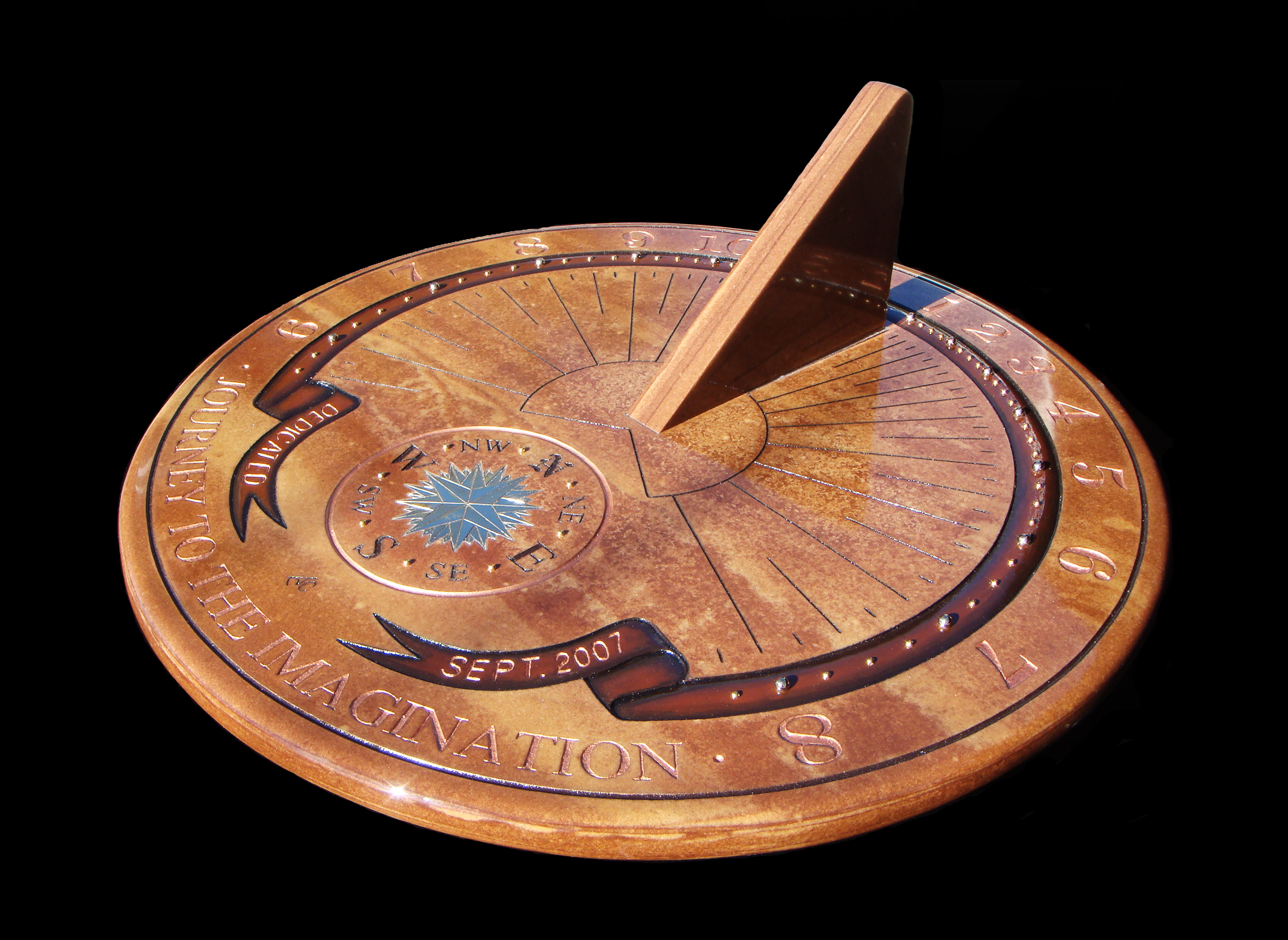
Disposició d'un rellotge horitzontal stilo-axial.

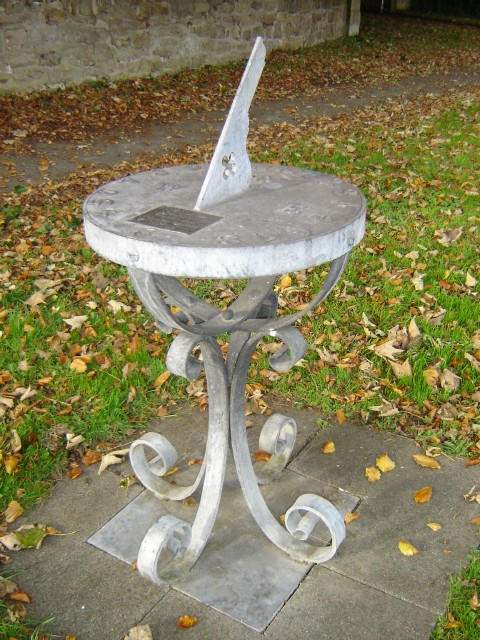
Glorieta en un jardí, una de les col·locacions més habituals d'aquest tipus de rellotges.

Un  rellotge horitzontal  és aquell rellotge solar que té el seu plànol paral·lel al horitzó del lloc. És aquest rellotge solar, de totes les disposicions possibles, el que major nombre d'hores es troba exposat al sol i, per tant, el que més hores solars proporciona. La majoria dels rellotges solars d'aquest tipus, en l'actualitat, corresponen als stilo-axials, però abans del segle xvii majoritàriament eren rellotges que indicaven hores temporàries mitjançant la punta d'un ortoestil (alguns d'ells ja descrits per l'arquitecte romà Vitruvi). El seu estudi ha suscitat controvèrsies geomètriques de diversa índole. En l'actualitat es poden trobar als jardins, places públiques i espais oberts com un ornament o simple curiositat decorativa.
Tot i anomenar rellotge horitzontal als stilo-axials de pla paral·lel a l'horitzó. Tanmateix tenen disposicions horitzontals molts rellotges que fan servir projeccions no-gnomòniques com són els analemàticss (de projecció ortogonal), els azimutals (de projecció estereogràfica), els bifilars que no tenen gnòmon, etc. En certes ocasions es combinen dos o més tipus de rellotges en una superfície horitzontal i amb això es permet augmentar la precisió, o ser empleats amb intencions de proporcionar orientació. En algunes ocasions es pueen veure rellotges horitzontals portàtils que tenen nivells i brúixoles per garantir en la seva lectura que l'orientació i inclinació és l'adequada.

## Història
La senzillesa de construcció que suposa un pal clavat a terra, és a dir un ortoestil ubicat en una superfície el converteix en candidat per ser un dels rellotges solars de disseny més antics. La fórmula de l'equació de les línies horàries ja era coneguda al segle ix, l'astronomia àrab va introduir el càlcul trigonomètric i amb això va elaborar taules mitjançant les quals traçaven precisament els quadrants. Aquestes taules trigonomètriques es van passar als astrònoms medievals d'Europa amb errors, degut en part al fet que les còpies manuscrites realitzades tenien poc cap ànim de comprovació. Va ser un dels primers astrònoms a notar les desviacions ser Oronce Finé que en el seu llibre declaren i denuncien les fallades reclamant un esperit més crític a l'hora d'usar i transmitor les taules. Referent a això, el seu contemporani Johannes Schöner realitza investigacions sobre aquest tipus de rellotges i comença a determinar el seu traçat per mitjans geomètrics.
Alguns gnomonicistas posteriors com el francès Jacques Ozanam van començar a notar els errors en algunes de les taules i van corregir els errors detectats. Aviat es van començar a publicar tractats de gnomònica amb els valors correctes de les taules trigonomètriques. Al segle xvi l'orfebre espanyol Joan d'Arfe publica un llibre en el qual descriu la  Tractat de gnòmica o Art de construir tota mena d'reloxes [sic] de sol  l'original d'aquesta obra és que resulta ser la primera que descriu la construcció d'alguns rellotges de sol en vers. Entre ells hi ha una descripció del traçat de les línies horàries en vers. Els materials empleats en l'antiguitat per elaborar eren gairebé sempre pedra, els rellotges horitzontals àrabs es construïen de marbre blanc (per contrastar millor les ombres), i només en el segle xviii es va començar a emprar el ferro.

## Rellotges horitzontals stilo-axials
Aquest tipus de rellotge es troba freqüentment en la literatura gnomònica a partir dels segles XVII. Sent un dels casos més freqüents de rellotge stilo-axial causa de la senzillesa del seu traçat. El disseny del rellotge té un stilo polar (que apunta al pol Nord en els rellotges boreals i al sud en els australs) que s'inclina un angle igual a la latitud del lloc. El recorregut horari va des de les 4 hores solars fins a les 20 hores, i les 12 hores coincideix amb el migdia. Cal destacar com a curiositat que un rellotge horitzontal stilo-axial ubicat en qualsevol posició de l'equador terrestre és un rellotge de tipus polar, mentre que el rellotge horitzontal en qualsevol dels dos pols terrestres és un rellotge equatorial. Hi ha rellotges horitzontals portàtils amb una petita brúixola (amb la inclusió de correccions degudes a la declinació magnètica) que permet l'orientació en adequada azimut d'aquest. En alguns casos el rellotge forma part d'un díptic.

### Disposició general d'aquest quadrant
Per regla general es tracta d'una superfície plana paral·lela a l'horitzó amb un stilo inclinat un angle igual a la latitud. Depenent de que el rellotge es trobi en una latitud boreal o austral el stilo anirà al pol Nord o sud respectivament. El stilo es clava en un punt central del qual irradien les línies horàries. Aquest punt d'enclavament sol ser considerat l'origen del rellotge. Depenent de la latituds igualment el sentit horari és igualment diferent, sent en les latituds boreals contrari a les agulles del rellotge, mentre que a les latituds australs és favorable al sentit de les agulles del rellotge. Els angles de les línies horàries en aquest tipus de rellotges se sol mesurar des del migdia.

### Línies horàries

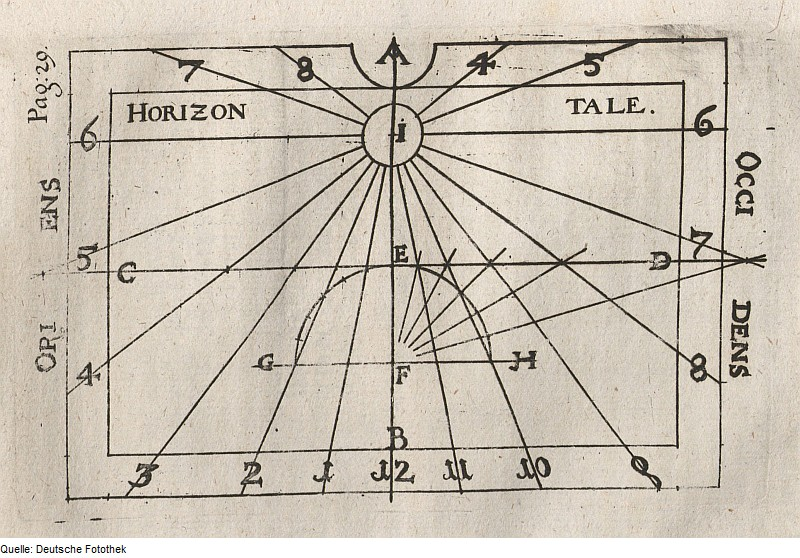
Disposició de les línies horàries abatent els plans horaris de l'equador. Una de les demostracions més habituals.

La demostració sobre la naturalesa de les línies horàries es realitza en nombrosos tractats de gnomònica. En tots ells s'incideix en la idea d'un feix de plans amb eix generatriu ubicat al stilo del rellotge i que es distribueixen homogèniament en 15º. Sent cada un d'ells un pla paral·lel corresponent plànol horari {\displaystyle \phi }. D'aquesta forma la intesección del pla horari procedent del feix amb el pla del quadrant horitzontal és una línia recta. Una altra manera de suposar que la naturalesa de les horàries d'aquest rellotge és recta és comprovar que els cercles horaris són cercles màxims a la esfera celeste i, per tant, la seva projecció gnomònica és una línia recta. Les rectes horàries que parteixen de l'enclavament de l'stilo són simètriques fa a les 12  h . Aquesta característica simplifica el còmput i traçat del rellotge pel fet que es realitza només en el seu costat matutí o vespertí produint-se una rèplica de les hores en l'altre costat.
En el disseny de rellotges solars horitzontals amb caràcter monumental s'empren stilos de grans dimensions, aquests stilos tenen forma de triangle rectangle, sent la seva base d'un gruix considerable. En aquests casos el rellotge es divideix en dos sectors (matí i de vesprada) físicament dividits per la línia de les XII. Tots dos sectors se separen l'espai necessari fins a salvar el gruix de la base.

#### Procediment Analític
Se solen calcular ell angle de les línies horàries respecte a les 12  h  mitjançant {\displaystyle \phi }. Per això s'empra l'angle horari que val zero a les 12  h , 15º a la 1  h  vespertina, 30º a les dues, 45° a dos així successivament. Les ombres giren en sentit horari en latituds boreals, mentre que en latituds australs ho fa en sentit anti-horari. En aquests rellotges és característic que les 6  h  (matutines i vespertines) són simátricas i perpendiculars a la línia de les dotze. 

{\displaystyle \tan \psi =\sin \varphi \tan \phi }
Aquesta fórmula és fonamental en el traçat de les hores en els rellotges stilo-axials horitzontals. En ella la latitud s'introdueix de zero a noranta en valors positius si la posició és boreal (nord), i de zero a menys noranta graus si la posició és austral.

#### Analític-tabular
En els anys anteriors a l'existència dels computadors les taules de trigonometria es computaven en logaritmes de les funcions trigonomètriques, de manera que hi havia valors de logaritmes de tangents per a diversos angles. D'aquesta forma les fórmules per al desenvolupament de les línies horàries es realitzava mitjançant la fórmula: 

{\displaystyle \log \tan \psi =\log \tan \phi +\log \operatorname {sen} \varphi }
D'aquesta manera es pot esbrinar primer el terme de {\displaystyle \log \operatorname {sen} \varphi } que és constant per al disseny del rellotge i després anar sumant successivament a aquest els valors de {\displaystyle \log \tan \phi } és a dir de 15º, 30º, 45°, successivament.

#### Procediments geomètrics
Els procediments geometrics per al traçat de les línies horàries d'aquest tipus de rellotges va ser molt habitual en els textos de gnomònica i astronomia anterores l'adveniment de la geomería analítica i de la popularització de la trigonometria esfèrica. Hi ha diversos mètodes enginyosos de representació de les línies i tots ells es fonamenten en l'abatiment del feix horari des del equador fins al horitzó. La seva disposició es fonamenta en el traçat inicial de la línia equinocial, base dels traçats geomètrics de les línies horàries.

### Calendari zoodiacal

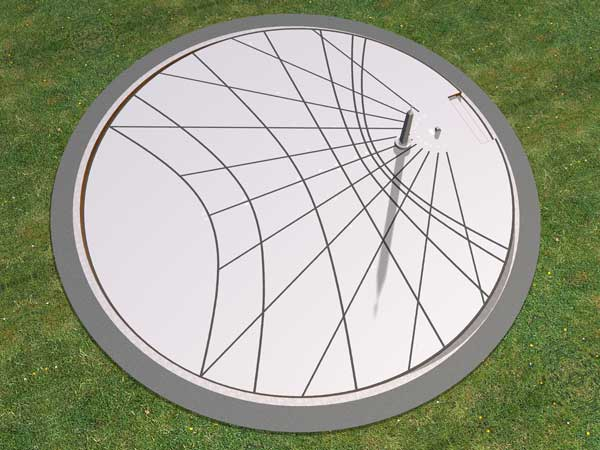
Rellotge horitzontal amb el seu calendari zoodiacal en forma de hipèrbola s.

Alguns rellotges tenen en el disseny de les seves línies horàries un calendari zoodiacal en forma de seccions còniques (que en la majoria de les latituds es tradueix en hipèrbola s). Des del punt de vista intuïtiu és fàcil veure la raó de que això sigui així. L'arc diürn d'un dia qualsevol (sempre que no sigui equinocci) traça en l'esfera celeste un arc de cercle menor. Una recta generatriu que simula un raig lluminós i que passa per un punt d'aquests cercles menors, passant a més per la punta del gnòmon, forma un con. Aquest con en intersecar-se amb el pla del rellotge genera una secció cònica que depenent de les latituds i de la declinació solar pot ser una hipèrbola, una paràbola (casar anòmal) o una el·lipse. L'equació que forma aquesta cònica és:
{\displaystyle X^{2}(\sin ^{2}\varphi -\cos ^{2}\delta )+I^{2}\sin ^{2}\delta +lX\sin 2\varphi \sin 2\delta +l^{2}(\cos ^{2}\varphi -\cos ^{2}\delta )=0}
Depenent de la latitud del lloc i de la declinació solar {\displaystyle \delta } són paràmetres com es pot veure per determinar la forma i el tipus de secció cònica.

### Moviment d'aquest quadrant
La disposició de les hores està completament lligada a la latitud, existint taules i plantilles (o nomogramas específics) que permeten la construcció d'aquest tipus de rellotges amb només introduir aquest valor com a paràmetre. Es solen vendre rellotges ja construïts d'aquest tipus per a certes latituds i admeten alguna variació al voltant dels cinc o set graus d'error, sent absolutament inútils per altres. Perquè pugui ser útil en una altra latitud cal fer algunes correccions.
La correcció per a noves latituds es pot fer modificant el pla del rellotge. D'aquesta manera un rellotge horitzontal a una latitud {\displaystyle \varphi _{o}} deixa de ser-ho a una altra latitud {\displaystyle \varphi _{f}}. Convertint-se en un rellotge inclinat de valor i en una altra. D'aquesta manera els rellotges horitzontals per a una latitud es poden transformar en un altre inclinat en una falca d'inclinació i, de manera que el stilo s'inclini com:
{\displaystyle I=\varphi _{f}-\varphi _{o}}
És a dir la falca hauria de tenir l'alçada indicada per la diferència de latituds, la de disseny i la final. El rellotge tindria la mateixa xarxa horària, només que l'interval de radición seria menor. Aquest moviment va ser estudiat per primera vegada al segle xviii per J. H. Lambert donant lloc al denominat  Principi d'equivalència gnomònica de Lambert  mitjançant el qual un rellotge stilo-axial cualquira pot ser traslladat a una altra latitud i longitud terrestre oferint hores solars.

#### Fórmules relatives a aquest rellotge
Algunes propietats i característiques d'aquests rellotges són problemes que es resolen mitjançant la trigonometria esfèrica. Si l'angle entre dues hores qualssevol {\displaystyle \phi _{1}} i {\displaystyle \phi _{2}} es projecten en la superfície del quadrant en un angle {\displaystyle \alpha } s'ha de aquest angle :
{\displaystyle \tan \alpha ={\frac {\sin \varphi \sin \left(\phi _{2}-\phi _{1}\right)}{\cos \left(\phi _{2}-\phi _{1}\right)-\cos ^{2}\varphi \sin \phi _{1}\sin \phi _{2}}}}
Donada una hora solar {\displaystyle \phi }, en un rellotge solar horitzontal de latitud {\displaystyle \varphi } el stilo té una longitud  l , s'ha de la longitud de l'ombra {\displaystyle \rho _{\mathcal {O}}} en aquest instant es pot expressar mitjançant la següent expressió:
{\displaystyle \mathrm {P} _{\mathcal {O}}=l{\frac {\sqrt {1-\sin ^{2}\phi \cos ^{2}\varphi }}{\cos \varphi \cos \phi +\sin \varphi \tan \delta }}}
Mitjançant aquesta fórmula es pot ajudar al traçat del calendari zoodiacal d'un rellotge solar horitzontal, pel fet que és possible esbrinar la longitud de l'ombra a diferents èpoques de l'any, és a dir a diferents declinacions solars.

### Rellotges d'hores temporàries

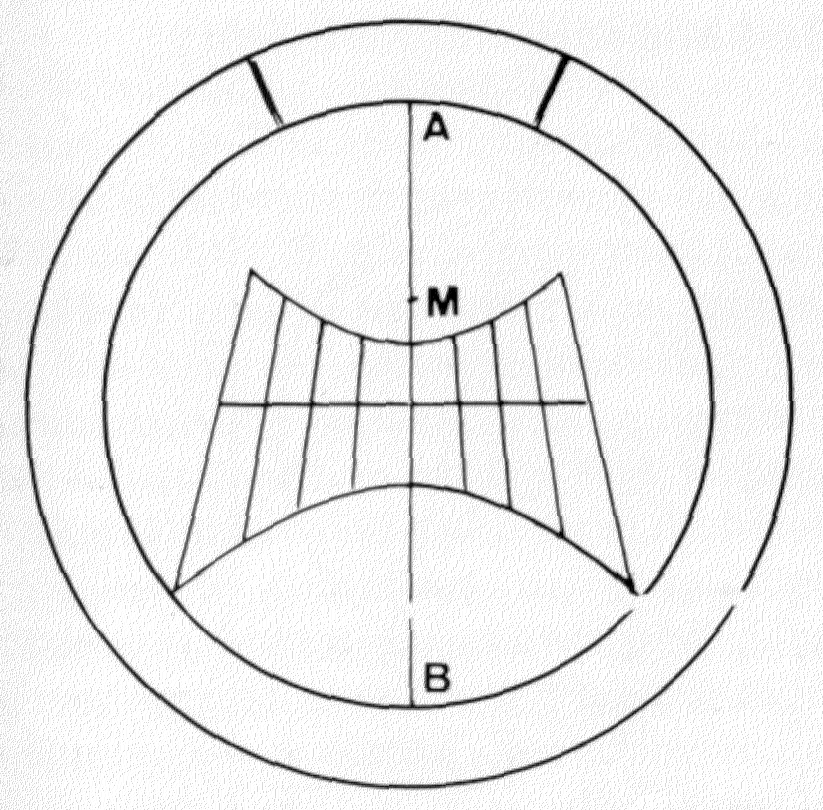
disposició de les hores temporals en un Discum in Planitia Romà

Els rellotges solars horitzontals de hores temporàries han estat emprats des de l'època dels romans. La divisió de l'arc diürn en dotze parts és molt antiga, cadascuna d'elles era anomenada "hora". En aquest cas els rellotges tenen un ortoestilo i la punta de l'ombra és la que determina l'hora temporal corresponent. El mètode constructiu clàssic d'aquest tipus de rellotges es realitzava amb regla i compàs i es empleaa el complex traçat de l'anomenat analema de Vitrubi. Exemples de rellotges en aquesta època i que es van dissenyar amb caràcter monumental van ser el Rellotge Solar d'August construït a partir d'un obelisc. El disseny de la xarxa horària es realitzava mitjançant el traçat de tres punts per cada hora, és a dir la divisió de l'arc diürn en dotze parts durant el solstici d'estiu, durant el equinocci i durant el solstici d'hivern. Se suposava que cada hora era en aquests rellotges horitzontals una línia recta. Aviat va haver gnomonocistas com Abu Ali al-Hassan al-Marrakushi que van posar aquesta afirmació en evidència al segle xiii. Abu Ali al-Hassan al-Marrakushi va poder mostrar com un rellotge horitzontal per latituds superiors a 30º mostrava una lleugera separació de la línia recta. Aquesta afirmació, encara que sorprenent, no va tenir demostració fins a diversos segles després. L'astrònom Delambre va publicar el mateix dubte de la naturalesa de les línies horàries en els rellotges esfèrics grecs, afirmant que no poden ser considerades en un cercle màxim. Aquesta afirmació no conté demostració geomètrica. La naturalesa geomètrica de les corbes horàries temporals d'un rellotge horitzontal romandre com una de les incògnites irresolubles de la gnomònica fins a començaments del segle xx.
L'ús de la geometria analítica va fer que un dels primers a demostrar la naturalesa no-lineal d'algunes de les corbes horàries fos el matemàtic portuguès Francisco Gomes Teixeira que va realitzar la demostració primer en un rellotge esfèric, demostrant que les corbes eren de la família de les concoides (entre elles la de Nicomedes). Les hores temporàries d'aquest rellotge horitzontal mostren simetria respecte a la línia del migdia o meridiana del rellotge.
Els astrònoms àrabs del segle xii van emprar freqüentment aquest tipus de rellotges amb hores temporànies en format de rellotge horitzontal, i els construïen habitualment en marbre blanc, per això eren anomenats indistintament com  rukhdma  (en àrab  marbre  - فارسی) o  basita  (en àrab significa  pla ) en oposició als  munharifa  verticals. Aquest tipus de rellotges solia portar indicats més els resos àrabs i la quibla (orientació a la meca). Els rellotges tenien ortoestils de petita cota per no augmentar la mida dels rellotges en el seu disseny. Els rellotges d'aquest tipus van caure en desús coincidint amb l'auge dels rellotges stilo-axials en l'Europa del segle xvi.

### Rellotges d'hores itàliques i babilòniques

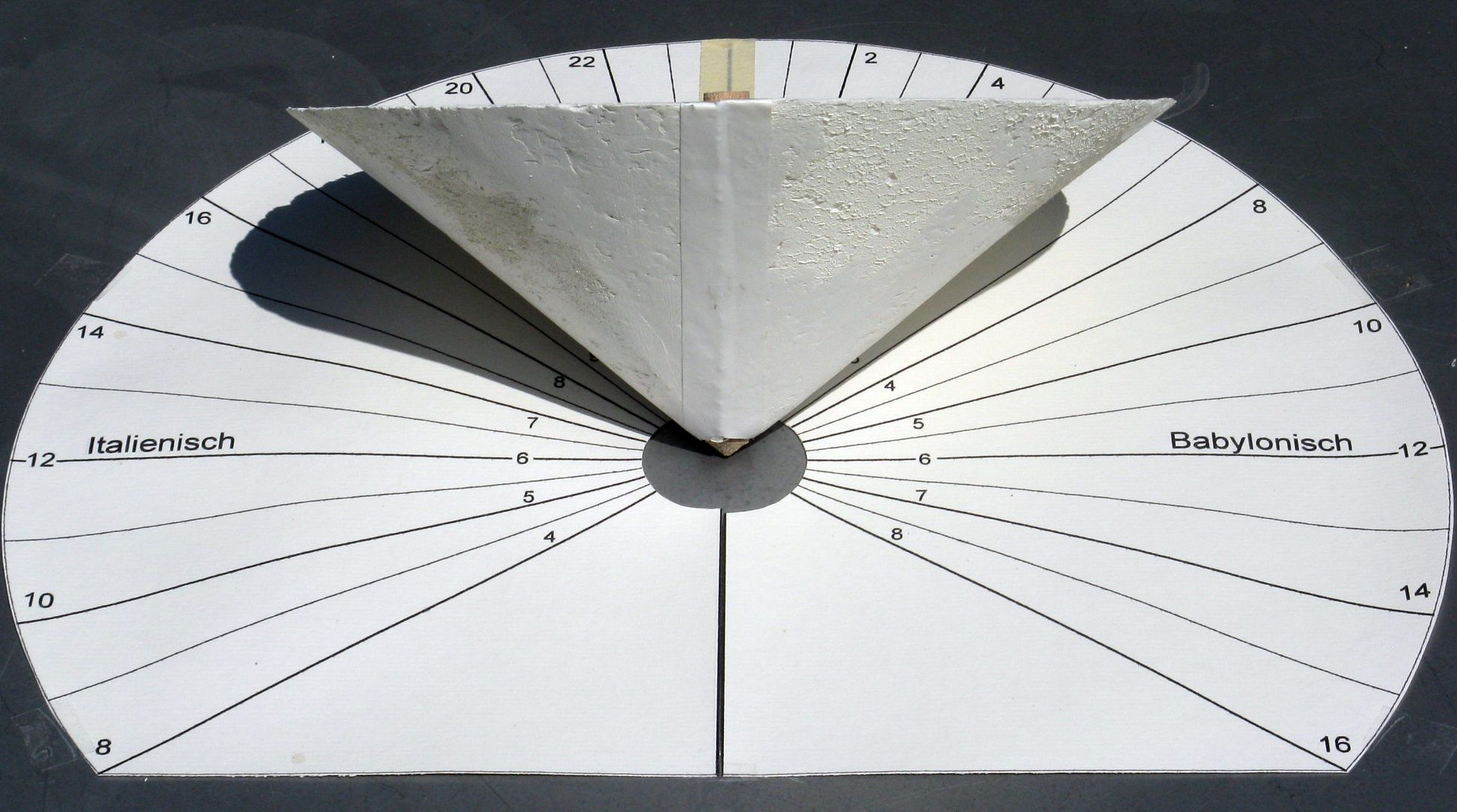
Rellotge que materialitza el con generatriu de les hores babilòniques i itàliques.

Els rellotges horitzontals de hores itàliques i babilòniques necessiten d'un ortoestil per ser indicades. Però des de finals del segle XX aquest tipus de rellotges es dissenya amb gnòmons que materialitzen cons l'eix axial dels quals coincideix amb l'estil, i la seva generatriu horitzontal es troba recolzada sobre el pla horitzontal del quadrant. L'amplitud d'obertura d'aquest con és igual la latitud del lloc. El vèrtex del con coincideix amb el punt d'enclavament de l'estil. La descripció d'aquesta representació es realitza per primera vegada a les obres del matemàtic valecià Tomàs Vicent Tosca en el tom IX del seu "Compendi mathemàtico" escrit entre 1707 i 1715.
A finals del segle XX l'enginyer espanyol Javier Moreno Bores va dissenyar un rellotge que materialitzava el con de disseny anterior a aquesta data quan aquest tipus de rellotges horitzontals d'hores itàliques i babilòniques es realitzaven amb línies horàries separades amb forma de convolució. Aquest disseny de J.M. Bores millorava el clàssic disseny anterior, simplificant-lo, i es realitzava sobre el disseny horari d'un rellotge stilo-axial amb fraccions de mitja hora. La idea va suposar diversos premis internacionals.

## Col·locació del rellotge

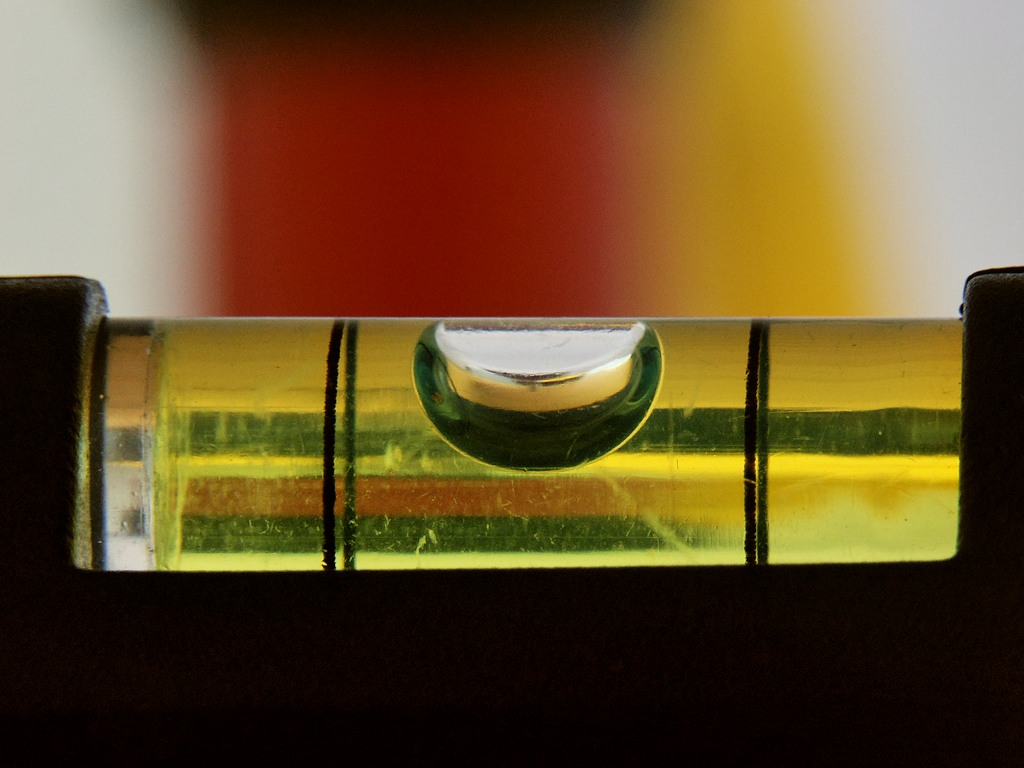
La determinació de la correcta horitzontalitat del pla del rellotge és un dels factors crítics de la seva col·locació.

Després del disseny d'un d'aquests rellotges, i de la seva posterior materialització, el rellotge solar s'ha de col·locar amb una orientació espacial única perquè comenci a proporcionar hores. La disposició de les línies del rellotge horitzontal es calculen per a una latitud geogràfica donada i en el seu càlcul es proporciona la hipòtesi de la seva horitzontalitat i orientació adequades. És per aquesta raó per la qual la col·locació del rellotge es realitza de tal manera que el stilo apunta al pol Nord (si es troba a la zona boreal) o al pol Sud (si es troba a la zona austral). Això suposa que la correcta col·locació del rellotge passi quan coincideixen les dues meridiana s: la del rellotge i la de l'horitzó. Per realitzar la col·locació de forma adequada, un dels mètodes més senzills i menys precisos és mitjançant l'ús d'una brúixola (considerant la declinació magnètica del lloc). Altres mètodes més precisos consistirien en una determinaión precisa de la meridiana del lloc i una posterior alineació amb l'eix del rellotge.
Existeixen diverses formes de comprovar l'orientació física del rellotge mitjançant l'ús de nivells més o menys precisos (un dels més empleats és el de  bombolla ), així com inclinòmetres (un dels més emprats en l'antiguitat era la archipendula). Comprovar la correcta horitzontalitat, eliminant qualsevol inclinació en el rellotge és un factor crític que de no vigilar permetria un incorrecte funcionament del rellotge: les ombres no marcarien les hores adequades. La col·locació del stilo en el cas dels rellotges stilo-axials es realitza mitjançant l'ús d'un transportador de angles.

## Altres rellotges i dispositius horitzontals

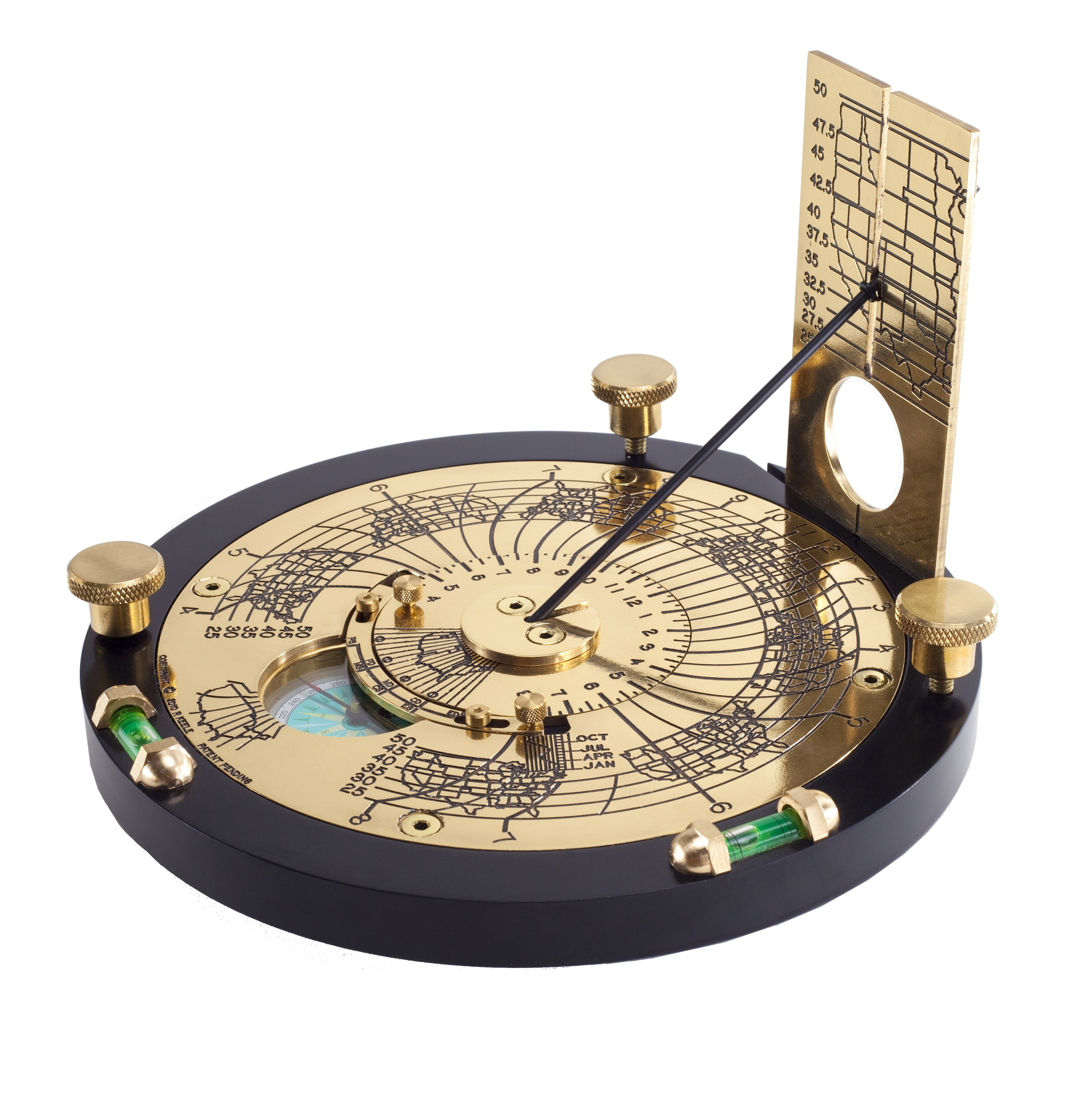
Rellotge horitzontal portàtil, amb el seu nivell de bombolla i anells anivelladors.

Una de les aplicacions més intersantes de la gnomònica en el terreny dels rellotges horitzontals són els canons solars (denominats també com rellotges de  canó ) que s'activen quan una lent apunta amb el seu focal a un estopí del canó i es dispara a una hora donada (generalment a migdia). Aquest tipus de rellotges es calcula seguint la teoria exposada dels rellotges stilo-axials. En altres ocasions s'ha dissenyat un rellotge de petites dimensions, amb gnòmon ajustable a certes altures per al seu ús a diverses latituds, i amb escala horària múltiple associada. Un rellotge d'aquesta mena té caràcter universal, és a dir que mostra la seva utilitat a diverses latituds. Rellotges horitzontals portàtils solen ser dissenyats també en forma de díptic. Les meridianes solars es disposen en superfícies horitzontals de gran extensió per poder fer mesures amb gran precisió, és per aquesta raó per la qual se solen trobar a les catedrals, les esglésies i els grans temples.
Alguns rellotges horitzontals tenen una representació gnomònica dels almicantarats (cercles menors celestes del mateix alçada) i converteixen les escales del rellotge de altures en un rellotge d'altura, és evident que aquests cículos de almicantaradas apareixen amb seccions còniques a intervals d'altura que poden anar des dels 5º fins als 10º. Dins d'una altra categoria però igualment realitzats en superfícies horitzontals es troben els  rellotges solars azimutals  que solen combinar amb algun altre rellotge solar. Els rellotges azimutals es dissenyen en superfícies horitzontals i empren el azimut solar com a paràmetre de disseny, d'aquesta manera es serveixen d'aquest per determinar l'hora amb un disseny d'escala adequat.
Els bifilars inventats al començament del segle xx, es van dissenyar amb dues cordes tirants que la creuar perpendicularment a diferents cotes projecten una ombra sobre una escala horitzontal. La potència de càlcul que tenen els ordinadors s'empren en el desenvolupament de les representacions gnomòniques dels analemas horaris.
Els rellotges monumentals són molt populars i en molts casos són  rellotges horitzontals , un exemple és al pont del Rellotge de Sol dissenyat el 2004 per l'arquitecte espanyol Santiago Calatrava.